# Artemia gracilis
Artemia gracilis is een pekelkreeftjessoort uit de familie van de Artemiidae. De wetenschappelijke naam van de soort werd voor het eerst geldig gepubliceerd in 1869 door Verrill.